# Етническо прочистване
Етническото прочистване е процес на планирано и координирано създаване на етническа еднородност в дадена географска област, чрез изтребване или насилствено изселване на една или повече етнически групи.
Като по-ясни примери за етническо прочистване може да се посочи Арменският геноцид, проведен от младотурците в началото на 20 век, когато 1,5 милионна арменци на турска територия са поголовно избити, без значение на техния пол или възраст в продължение само на 2 месеца. Най-масовото етническо прочистване в Европа е изселването на немци след Втората световна война, което обхваща над 12 милиона души.
Други примери за етническо прочистване са Изселването на тракийските българи в началото на 20 век и заграбването на имотите им от турската държава, както и множеството подобни кампании по време на войните в бивша Югославия от началото на 1990-те години. Също така изселването на етническите турци от България през 1989 година.